# Business activity monitoring
Pour les articles homonymes, voir BAM.
Le concept de business activity monitoring (BAM) représente le domaine des logiciels d’aide à la supervision des activités de l’entreprise. On parle aussi de supervision des activités métiers.

## Description
Le concept de business activity monitoring (BAM) comprend l'acquisition, l’agrégation, l'analyse et la présentation en temps réel de données (typiquement des séquences de valeurs temporelles et leur évolution) associées à des processus d'entreprise. 
Ces données sont souvent obtenues dans le contexte d’un processus d’entreprise modélisé par des activités amont de modélisation de procédure d'entreprise (BPM). Cependant, le BAM peut être employé indépendamment de l'existence d'une solution de BPM. 
Le BAM consiste en une solution d’entreprise destinée à fournir en temps réel un résumé de la situation des activités métiers aux responsables des opérations et la direction.
Le but d'une solution BAM est, entre autres, de permettre une réaction au plus tôt grâce à un système d'alarmes en cas de dérive et, dans le meilleur des cas, pouvoir agir de manière pro-active.
Le BAM provient du monde EDI car le département EDI utilisait le BAM pour monitorer les échanges de flux B2B. En effet tous les éditeurs EDI disposent les fonctions BAM dans leur catalogue de produit. Mais c'est le concept SOA qui contribue à populariser ce concept.

## Méthodologie
On utilisera une approche TOP-DOWN (du métier vers la technique) pour mettre en place une solution de ce type. 
Dans cette démarche, l'infrastructure technique est vue comme le support de l'activité métier. Il est indispensable de réunir autour de la table les acteurs métiers et techniques, les uns apportant leurs connaissances du processus métier, les autres fournissant les sources à utiliser pour calculer les indicateurs sélectionnés.
La mise en place d'une supervision orientée métier passera par 3 grandes étapes : tout d'abord la modélisation du processus à superviser, puis le choix des indicateurs à suivre, et enfin l'identification des sources d'informations nécessaires au calcul permettant ainsi de lier le métier à la technique.

## Indicateurs clés de performance et Tableau de Bord
Une solution de BAM comprend typiquement un “tableau de bord” (dashboard) dans lequel apparaissent des « indicateurs clés de performance » (key performance indicator, ou KPI) dont le but est de synthétiser « l’état de santé » des activités clés de l’entreprise. Ils fournissent une visibilité sur des valeurs associées à cet état, ainsi qu’une interprétation symbolisée de cet état. Ils permettent aussi d’alerter les responsables techniques et métiers de l’entreprise sur des déviations inattendues dans les activités, et d’analyser leur cause. 
Le tableau de bord d’une solution de BAM est différent de celui créé par une solution de Business Intelligence. En effet, la solution BAM collecte, traite, synthétise et présente en temps réel des données d’exploitation (en mode « push ») alors que la solution de Business Intelligence rafraichit et agrège des données obtenues d’une base de données (en mode « pull »).

## Outils
Quelques éditeurs proposent une solution de BAM comme Systar (BusinessBridge), Get-Process (Income Monitor), SL Corporation (RTView), IDS Scheer (Aris Process Performance Manager), Hewlett-Packard (HP-Business Process Inside), Microsoft (BizTalk Server R2, Microsoft Office PerformancePoint Server), Tibco (BusinessFactor), WebMethods (WebMethods BAM), Absyss (Visual BAM), ou encore RealOpInsight dans le monde du libre.